# Louis Antoine de Pardaillan de Gondrin

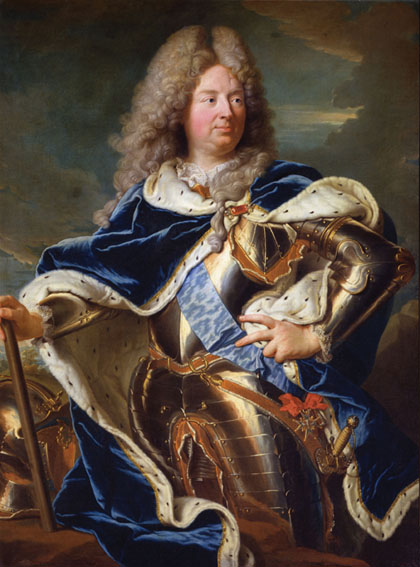
Porträt des Duc d’Antin, Gemälde von Hyacinthe Rigaud, um 1710, Musée de l’Histoire de France, Versailles

Louis-Antoine de Pardaillan de Gondrin (* 5. September 1665 in Paris; † 2. November 1736 ebenda) war ein französischer Aristokrat, Höfling und Militär.
Er war Marquis d’Antin, de Gondrin, de Mézières et de Montespan (1701), dann 1. Duc d’Antin (1711), Pair von Frankreich, Seigneur des Duchés d’Épernon et de Bellegarde.

## Leben
Louis Antoine de Pardaillan de Gondrin war der Sohn von Louis Henri de Pardaillan de Gondrin, Marquis de Montespan, und Françoise de Rochechouart, Marquise de Montespan, die knapp zwei Jahre nach seiner Geburt die Mätresse Ludwigs XIV. wurde. Er wuchs auf dem väterlichen Schloss Bonnefont in der Gascogne auf. 1683 ging er an den königlichen Hof und begann mit Hilfe seiner Mutter eine militärische Laufbahn als Lieutenant réformé im Régiment du Roi. Er diente bei den Belagerungen von Kortrijk und Diksmuide und im folgenden Winter beim Bombardement von Oudenaarde. Am 20. September 1684 wurde er zum ersten Colonel des neu aufgestellten Régiment d’Île de France ernannt.
1685 ließ eine Mutter ihn zum Menin des Grand Dauphin ernennen, wodurch er auch in Kontakt mit Louis Auguste und Louis Alexandre kam, seinen Halbbrüdern als Söhnen Ludwigs XIV. und seiner Mutter. Allerdings gelang es ihm trotz großer Anstrengungen nicht, die Gunst des Königs zu erringen.
Am 21. August 1686 heiratete er wiederum durch Vermittlung seiner Mutter Julie Françoise de Crussol d’Uzès († 6. Juli 1742), Tochter von Emmanuel II. de Crussol, Duc d’Uzès, Premier Pair de France, und Marie-Julie de Sainte-Maure, sowie Enkelin des Duc de Montausier. Ihrer Kinder waren:
- Louis († 5. Februar 1712 in Versailles), Marquis de Gondrin, Brigadier des Armées du Roi; ⚭ (1) 25. Januar 1707 Marie-Victoire de Noailles († Ende 1766), Tochter von Anne-Jules de Noailles, Duc de Noailles, Pair und Marschall von Frankreich, und Marie Françoise de Bournonville; sie heiratete in zweiter Ehe am 22. Februar 1723 Louis-Alexandre de Bourbon, Comte de Toulouse, den Onkel ihres ersten Mannes
- Louis Marie († 10. Juli 1707) als Musketier des Königs
- Gabriel François Balthasar († 5. Dezember 1719), Zwillingsbruder von Louis Marie, genannt le Marquis de Bellegarde, Capitaine des Vaisseaux du Roi; ⚭ 28. Januar 1716 Françoise Elisabeth Eugénie de Verthamon († 13. Oktober 1719 auf Schloss Bellegarde an den Pocken), einzige Tochter von François de Verthamon, Marquis de Breau, Commandeur des Ordres du Roi, 1697 Premier Président du Grand Conseil, und Marie Anne Françoise Bignon
- Pierre († 2. November 1733), Bischof und Herzog von Langres, Pair von Frankreich, Mitglied der Académie française (1725, Fauteuil 38) und der Académie des inscriptions et belles-lettres
- Tochter († klein (au berceau))

Ebenfalls 1686 wurde er zum Lieutenant-général de Haute et Basse Alsace ernannt. 1688 diente er bei der Belagerung von Philippsburg als Aide-de-camp des Dauphin. 1689 erhielt er das Régiment de Languedoc. 1690 nahm er mit dem Dauphin am Deutschlandfeldzug teil, 1691 wurde er nach Italien gesandt. 1692 kämpfte er in der Schlacht bei Steenkerke (3. August). Am 20. März 1693 wurde er zum Brigadier befördert, am 23. Dezember 1702 zum Lieutenant-général des Armées du Roi.
Nach einem Manöverfehler in der Schlacht bei Ramillies (23. Mai 1706) wurde er Anfang April 1707 aus den Kadern der Armee entfernt. Er zog sich auf sein Schloss Bellegarde zurück und begann die Niederschrift seiner Memoiren: Réflexions sur l'Homme, et en particulier sur moi-même, die nicht zur Veröffentlichung bestimmt waren.
Im selben Jahr erwarb er nach dem Tod seiner Mutter, der Marquise de Montespan (27. Mai 1707), doch noch die Gunst des Königs, das beharrliche Bemühen Louis Antoine de Pardaillans wurde schließlich am 28. September 1707 mit dem Amt als Gouverneur des Orléanais und 1708 mit dem Titel des Surintendant des Bâtiments du Roi, Arts et Manufactures de France belohnt, eine Aufgabe, die ihm auch den Zugang zum König verschaffte.
Als Directeur des Bâtiments beaufsichtigte er die Arbeiten am Schloss Versailles. Vertraut mit den Projekten Ludwigs XIV., gelang es ihm, sie im Auftrag Ludwig XV. ausführen zu lassen, darunter der Salon d'Hercule. Er ließ neue Marmorsteinbrüche in Südfrankreich einrichten, wie den von Beyrède, der einen Marmor namens „Brèche d‘Antin“ lieferte, der der Favorit Ludwigs XIV. war und für viele Schornsteine in Versailles verwendet wurde, zum Beispiel für den monumentalen Kamin des Salon d‘Hercule.
Im März 1711 erhob Ludwig XIV. das Marquisat d‘Antin zum Herzogtum und zur Pairie. Unter der Regentschaft Philipps von Orléans (1715–1723) übernahm der Duc d‘Antin nun politische Verantwortung. Während der Polysynodie war er ab 19. September 1715 Präsident des Conseil des Affaires du Dedans du Royaume (Rat für innere Angelegenheiten). Dort moderierte er die Debatten und berichtete an den Regentschaftsrat die im Rat für innere Angelegenheiten erörterten Themen. Am 27. März 1718 trat er schließlich in den Regentschaftsrat selbst ein.
Nach der Auflösung der Polysynodie und des Rates für innere Angelegenheiten durch den Regenten im September 1718 blieb er im Regentschaftsrat, allerdings in einer rein ehrenamtlichen Position. Er verließ ihn zur gleichen Zeit wie die anderen Herzöge und Marschälle am 22. Februar 1722. Er zog sich nun nach und nach zurück und verzichtete im gleichen Jahr auch zugunsten seines Enkels Louis auf den Herzogstitel.
Am 3. Juni 1724 wurde Pardaillan zum Ritter im Orden vom Heiligen Geist ernannt. Er starb am 2. November 1736.

## Residenzen

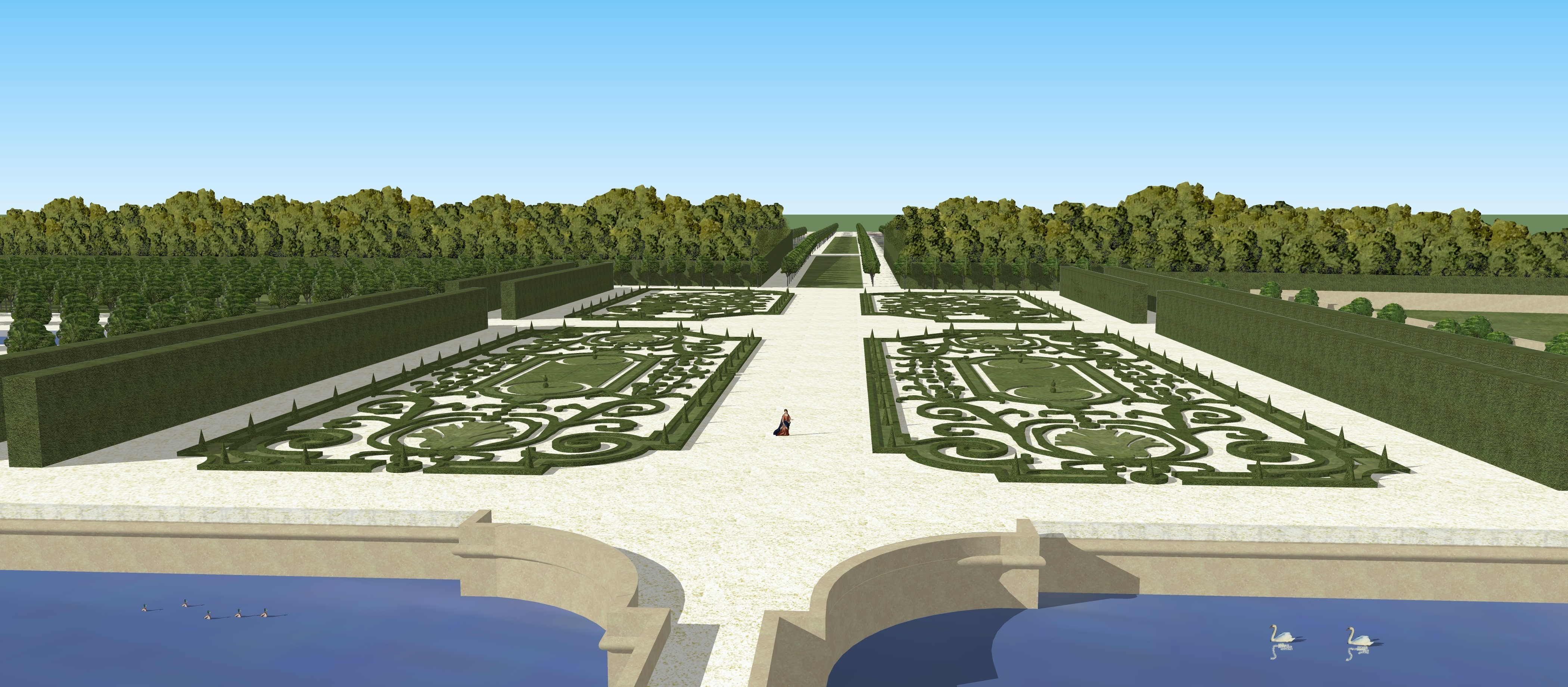
3D-Rekonstruktion des Blicks auf den Grand Parterre des Schlosses Bellegarde aus der zweiten Etage um 1720

1692 hatte der Duc d’Antin das Schloss Bellegarde im Gâtinais gekauft, das er Anfang des 18. Jahrhunderts umbauen ließ. Von seiner Muttee erbte er 1707 das Schloss Oiron und das Schloss Petit-Bourg in Évry an der Straße nach Fontainebleau. 1715 ließ er die Gärten in Évry neu anlegen, um 1720 bestellte er bei Pierre Cailleteau ein neues Schloss (genannt „Lassurance“), dessen Bau wurde nach dem Tod des Herzogs durch Jacques Gabriel abgeschlossen wurde.

## Werke
- Mémoires du Duc d’Antin, in: Mélanges, Band 2, hrsg. von der Société des bibliophiles français, 1822
- Le Duc d'Antin et Louis XIV: rapports sur l'administration des bâtiments, annotés par le Roi, hrsg. von Jules Guiffrey, Paris, Académie des bibliophiles, 1869